# A través de Flandes Occidental
L' A través de Flandes Occidental (en neerlandès Driedaagse van West-Vlaanderen), és una cursa ciclista d'un dia que es disputa a la província de Flandes Occidental a Bèlgica.
La cursa es creà el 2017 com a hereva del Circuit de les Ardenes flamenques que era l'última etapa dels Tres dies de Flandes Occidental.

## Palmarès
| Any  | Vencedor      | Segon            | Tercer              |
| ---- | ------------- | ---------------- | ------------------- |
| 2017 | Jos van Emden | Silvan Dillier   | Lasse Norman Hansen |
| 2018 | Rémi Cavagna  | Florian Sénéchal | Frederik Frison     |